# Boleslav Kujavský

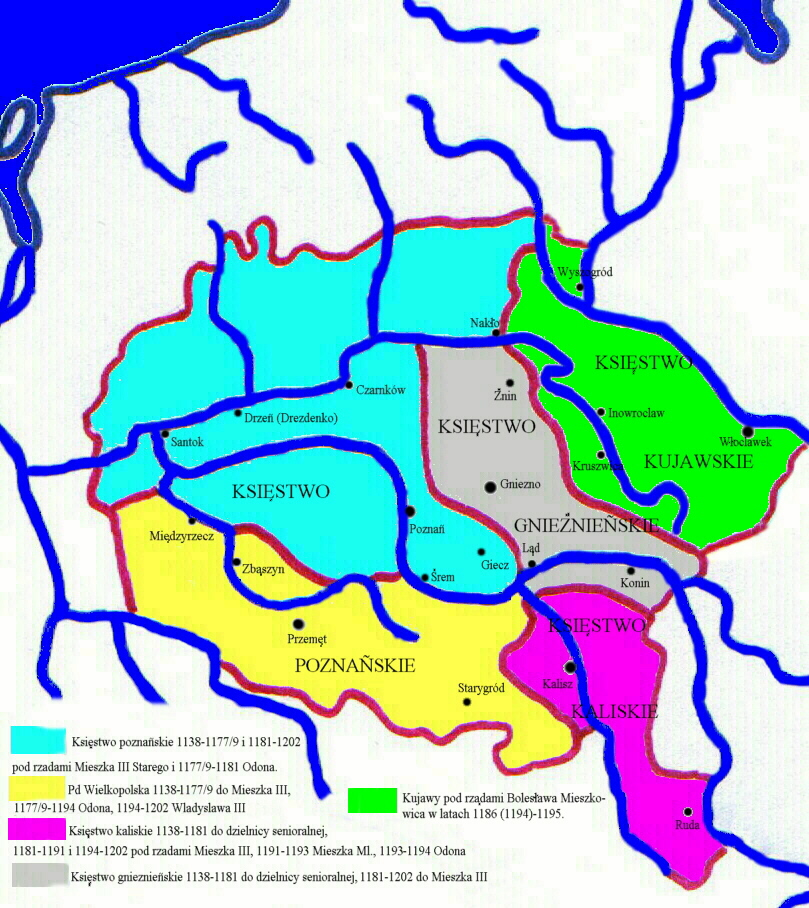
Velkopolsko v časech Měška Starého (úděl Boleslava zeleně)

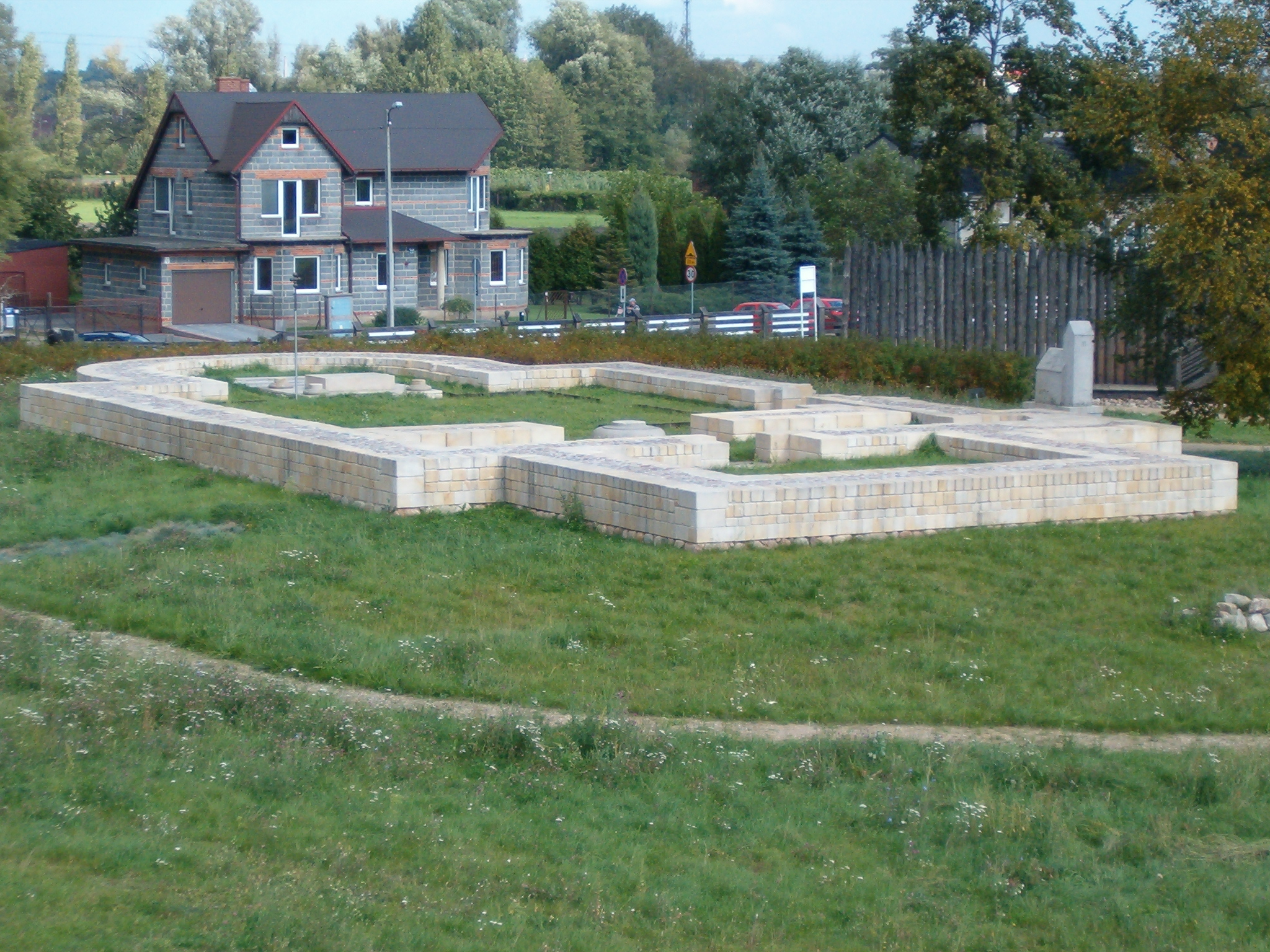
Kolegiátní kapitula sv. Pavla apoštola, kde leží tělo Boleslava Kujavského.

Boleslav Kujavský nebo také Boleslav Měškovič (pol. Bolesław kujawski (Mieszkowic)) byl kníže kujavský pravděpodobně od roku 1186 až do své smrti v bitvě u Mozgawy roku 1195. Byl nejstarším synem Měška Starého a jeho druhé manželky Eudoxie Kyjevské. Jeho bratrem byl pozdější polský senior Vladislav III. Tenkonohý.

## Život

### Mládí
Boleslav se narodil jako prvorozený syn Měška Starého a jeho druhé manželky Eudoxie Kyjevské. Od narození byl vychováván jako dědic Měška ve Velkopolsku, zvláště poté, co se jeho otec po smrti Boleslava IV. Kadeřavého v roce 1173 stal polským seniorem. Měškův syn z prvního manželství Odon byl určen ke kariéře duchovního, ovšem proti jeho vlastní vůli.
Co se týče samotného Boleslava, tak o jeho mládí nemáme žádné zprávy. Zdá se však že žil ve Velkopolsku bezstarostným životem, jako většina princů té doby. Ten byl přerušen v roce 1177, kdy proti jeho otci vypukla vzpoura. Jedním z aktérů byl i Odon, kterému se podařilo během jednoho roku vyhnat Měška z Polska do exilu. Podobně jako jeho bratři a matka, i Boleslav následoval otce do vyhnanství. Pobýval nejprve v českém knížectví u Měškova zetě Soběslava II., poté ve Svaté říši římské a nakonec v Pomořansku u Boguslava I. Ten mu nakonec nabídl pomoc a roku 1181 se mu povedlo znovu dobýt Velkopolsko.

### Kníže kujavský
Během dalších let sílilo napětí mezi Měškem III. Starým a Kazimírem II. Spravedlivým, bratrem Měška a seniorem od roku 1177. Roku 1184 se spojil s Leškem Mazovským, na jehož dvůr poslal syna Měška. Po roce však mezi ním a Leškem došlo k roztržce, Měšek byl vyhnán a Lešek se stal spojencem Kazimíra, avšak zemřel již roku 1186 a o jeho země, které zahrnovaly Mazovsko a Kujavsko se strhl boj. Mazovsko získal na základě testamentu Kazimír II. Spravedlivý, Kujavsko se pak podařilo získat Měškovi Starému,  který toto knížectví předal svému synovi Boleslavovi.

### Podpora otce
I nadále válčil Měšek III. Starý se svým bratrem Kazimírem II. Spravedlivým. Roku 1191 se Měškovi podařilo dobýt Krakov, tehdejší hlavní město Polského knížectví. Do Krakova poté dosadil jednoho se svých synů, Měška nebo Boleslava. Kazimírovi se však podařilo s jeho ruskými spojenci znovuobsadit Krakov, a Boleslava uvrhl do žaláře. Nevíme z jakých příčin, ale již brzy byl Boleslav na svobodě a opět se chopil moci ve svém knížectví.
Po neočekávané smrti Kazimíra II. Spravedlivého se znovu rozpoutal boj o pozici seniora. Na jedné straně stál nezletilý syn Kazimíra, Lešek, kterého podporovali rytíři z Malopolska, Sandoměřska, Mazovska a volyňský kníže Roman Mstislavič. Na druhé straně stál Měšek III. Starý se spojenci z Velkopolska a Slezska. Měškův syn Boleslav se postavil na stranu otce. Obě vojska se setkala u řeky Mozgawy, kde svedly bitvu. Bitva u Mozgawy byla jednou z největších i nejkrvavějších bitev, kterou svedl Polák proti Polákovi.
...Pak Boleslav, syn Měška, oštěpem proklátým vypustil ducha...
Historia Polonica
Ani jedna ze stran tuto bitvu nevyhrála a obě strany v ní ztratily mnoho rytířů. Boleslav byl pravděpodobně propíchnut oštěpem a na následky tohoto zranění zemřel. Měškovi se i přesto podařilo získat v roce 1199 trůn a i přes komplikace v roce 1202 zemřel jako polský senior. Po jeho smrti však znovu začaly boje mezi syny Měška a Kazimíra.
Co se týče Boleslava, tak jeho tělo bylo pohřbeno v kolegiátní kapitule sv. Pavla apoštola v Kališi po boku otce i bratra.

## Rodina
Okolo roku 1187 si vzal Dobroslavu, dceru pomořanského knížete Boguslava I. Spolu měli dvě nebo tři dcery
- Vjačeslava Boleslavovna (před 1195 – 2. leden někdy po 1212), mniška v klášteře norbertánek v Střelně, podle některých dcera Boleslava IV. Kadeřavého
- Eudoxia Markéta (? – 1270), hraběnka Schwerinu ∞ 1208 Jindřich I. Schwerinský
- N.N. dcera (? – po 18. prosinci 1256), manžel Jaksa I., pán v Gützkowě